# Trans-World-Airlines-Flug 400
Trans-World-Airlines-Flug 400 (Flugnummer: TW400, Funkrufzeichen TWA 400) war ein Linienflug der Trans World Airlines von Pittsburgh nach Newark. Am 1. April 1956 verunglückte auf diesem Flug die Martin 4-0-4 N40403 der Trans World Airlines, als die Piloten kurz nach dem Start die Kontrolle über die Maschine verloren. Bei dem Unfall kamen 22 der 36 Personen an Bord ums Leben.

## Flugzeug
Bei der Maschine handelte es sich um eine 1951 gebaute Martin 4-0-4 mit der Werknummer 14103, die in ihrer Konfiguration für 40 Passagiere ausgelegt war. Im November 1951 wurde die Maschine neu an die Trans World Airlines ausgeliefert und mit dem Luftfahrzeugkennzeichen N40403, dem Taufnamen Pittsburgh und der Flottennummer 403 in Betrieb genommen. Das zweimotorige Kurzstreckenflugzeug war mit zwei Propellertriebwerken des Typs Pratt & Whitney R-2800-CB16 Double Wasp ausgestattet. Bis zum Zeitpunkt des Unfalls hatte die Maschine eine Gesamtbetriebsleistung von 9.177 Betriebsstunden absolviert.

## Passagiere und Besatzung
Den Flug von Pittsburgh nach Newark hatten 33 Passagiere angetreten. Es befand sich eine dreiköpfige Besatzung an Bord, bestehend aus einem Flugkapitän, einem Ersten Offizier und einer Flugbegleiterin:
- Der 33-jährige Flugkapitän Raymond F. McQuade war im Jahr 1944 durch die Trans World Airlines eingestellt worden. Nach einer erfolgreichen Ausbildung zum Ersten Offizier wurde er ab 1945 in dieser Position eingesetzt, 1949 wurde er zum Flugkapitän befördert. Am 6. Oktober 1953 absolvierte er seine Ausbildung auf Maschinen der Typen Martin 2-0-2 und 4-0-4. McQuade verfügte über 12.000 Stunden Flugerfahrung, wovon er 2.200 Stunden im Cockpit der Martin 4-0-4 absolviert hatte.
- Der 41-jährige Erste Offizier Harlan V. Jesperson wurde im Jahr 1944 durch die TWA eingestellt und zunächst als Navigator eingesetzt. Am 20. Februar 1946 qualifizierte er sich zum Ersten Offizier, am 13. Dezember schloss er seine Weiterbildung zum Ersten Offizier an Bord von Maschinen der Typen Martin 2-0-2 und 4-0-4 ab. Der Erste Offizier verfügte über 7.145 Stunden Flugerfahrung, wovon er 204 im Cockpit von Maschinen der Typen Martin 2-0-2 und 4-0-4 absolviert hatte.
- Die 21-jährige Flugbegleiterin Mary Jane Fanning arbeitete seit dem 3. Januar 1956 für die Trans World Airlines.

## Flugverlauf und Unfallhergang
Die Besatzung traf vor dem Flug zur Abflugbesprechung zusammen. Obwohl das Wetter gut war, wurde beschlossen, einen nächtlichen Instrumentenflug durchzuführen. Der Erste Offizier Jesperson befand sich im linken Pilotensitz und wurde auf dem Flug vom Flugkapitän McQuade geprüft. Die geplante Abflugzeit war um 19:15 Uhr. Um 19:16 Uhr erbat die Besatzung die Rollfreigabe zur Startbahn 23. Um 19:19 Uhr wurde die Startfreigabe erteilt, eine Minute später hob die Maschine zum Flug nach Newark ab. Der Start verlief zunächst normal. Nach dem Abheben bemerkten die Piloten eine scharfe Gierbewegung der Maschine nach links, während der Erste Offizier in einer Flughöhe von etwa 100 Fuß (ca. 30 Meter) die Triebwerksleistung drosselte. Fast zeitgleich leuchtete die Feuerwarnung für das Triebwerk Nr. 1 auf, wobei der akustische Feuerwarnton jedoch nicht ertönte. Der Erste Offizier drosselte daraufhin offenbar intuitiv die Leistung des Triebwerks, bis zu einem Punkt, an dem die automatische Propellerverstellung deaktiviert wurde. Der Flugkapitän bemerkte die optische Feuerwarnung nicht, sondern nahm lediglich den Leistungsabfall wahr. Der Erste Offizier griff nach dem Hebel zur Propellerverstellung, um den Propeller von Triebwerk Nr. 1 in die Segelstellung zu bringen, der Kapitän wies ihn jedoch an, dies nicht zu tun, da sich der Propeller von alleine justieren würde. Aufgrund des erhöhten Luftwiderstandes nahm die Gierbewegung weiter zu. Die linke Tragfläche der Maschine streifte 500 Meter hinter dem Startbahnende am südwestlichen Rand des Flughafens den Boden, prallte auf und geriet in Brand. Von den 36 Insassen wurden 22 getötet.

## Ursache
Nach dem Unfall übernahm das Civil Aeronautics Board die Unfallermittlungen Es stellte sich heraus, dass es keinen Triebwerksbrand gegeben hatte, stattdessen habe eine Abgasanschlussklemme versagt, wodurch Abgase einen Überhitzungssensor aktivierten. Als Unfallursache wurde ein unkoordiniertes Handeln der Besatzung in einer Notfallsituation ermittelt. Das Windmilling des Propellers, das ausgefahrene Fahrwerk und die ausgefahrenen Auftriebshilfen hätten einen Luftwiderstand erzeugt, der zum Kontrollverlust führte. Die Piloten hätten es versäumt, in der Kürze der zur Verfügung stehenden Zeit den Propeller von Triebwerk Nr. 1 in die Segelstellung zu bringen, um die durch einen erhöhten Luftwiderstand verursachte Gierbewegung der Maschine aufzuhalten.